# Las puertas del paraíso
Las puertas del paraíso és una pel·lícula mexicana dirigida per Salomón Láiter i protagonitzada per Jacqueline Andere i Jorge Luke de l'any 1971.

## Argument
Després d'un incident en el frontó, Andrés (Jorge Luke) fuig en el seu acte amb la seva amant Blanca (Jacqueline Andere), atropella a un home i, sense saber què ocorre amb aquest, arriba a un motel on excita per diversió a la dona, la colpeja, la insulta i se'n va. Ella és terroritzada per l'encarregat del motel. Andrés es troba amb Frank (Jorge Mistral), que ho proveeix de droga a canvi de sexe, i contínua el seu viatge amb blanca, a mitjà vestir; ella és també espantada per un contrafet encarregat de gasolinera. Dos hippies, Krishna (Arsenio Campos) i Lucía (Ofelia Medina), als qui recull en el camí, porten a Andrés a una macumba a la vora del llac, on un baptista bateja a un altre, i on el sorprèn que no es consumeixi droga. Una altra vegada de viatge amb els hippies, Blanca ha d'aguantar que Andrés i Lucía es besin i, a la ciutat, on l'espanta un tipus sense cames, es lliura per venjança a Krishna, a qui abans s'ha resistit. Andrés i Lucía copulen. Mentre s'agreguen al grup Gladys (Bàrbara Angely) i Paco (Milton Rodríguez), pilotari amic íntim d'Andrés, els hippies es van: Andrés ha agredit a Krishna. Frank, que s'ha vist diverses vegades amb Andrés, fa que aquest i Paco, a qui l'abstinència produeix gran dolor, busquin droga en un billar. Andrés ha de jugar billar contra un borni gegantesc que enfureix i fa fugir als amics. En un bordell pobletà, al qual van per idea de Blanca, aquesta és convidada per un tipus a un quart on Gladys inicia un strip tease. Blanca trenca un cap en l'ampolla del tipus, que intenta abraçar a Gladys. Fugint de la policia, els quatre amics troben al salvador Frank en una barca en el llac. Paco mor en l'acte després d'injectar-se per fi droga; deixen el seu cadàver en un aparell de fira que una noia posa inopinadament a funcionar i en el qual Frank abraça al mort. En la capital, Blanca tracta de fugir d'Andrés, però ell l'aconsegueix i tots dos es besen compulsivament. Durant tot l'anterior, s'ha sabut la mort de l'espòs de Blanca, Mateos, a qui Andrés no va voler pagar uns diners en el frontó després de la derrota de Paco.

## Repartiment
- Jacqueline Andere com Blanca
- Jorge Luke com Andrés
- Milton Rodríguez com Paco
- Ofelia Medina com Lucía
- Bàrbara Angely com Gladys
- Arsenio Campos com Krishna
- Jorge Mistral com Frank

## Producció
La pel·lícula va ser filmada en tres episodis del 28 de setembre al 24 d'octubre de 1970 en els estudis Amèrica i en més de 25 locacions del Districte Federal i dels estats de Querétaro, Morelos i Puebla.

## Temes
Las puertas del paraíso eés una adaptació d'un conte de l'escriptora Elena Garro adaptat per l'escriptor Eduardo Lizalde i el director del film, Salomón Láiter. Lizalde va imaginar la història com una espècie de paràfrasi moderna de L'odissea. Això es pot apreciar sobretot en l'escena on el protagonista, Andrés, un home addicte a les drogues en fugida, sentia des del seu acte (el vaixell) la música (el cant de les sirenes) d'una discoteca i es posava el cinturó de seguretat, de la mateixa forma en què Ulisses, de l'obra de Homer, es va lligar a un masteler.

D'altra banda, el director, Salomón Láiter, sosté haver pretès una cosa més ambiciosa: 
La meva història tracta de l'amor al marge del tradicional, i vol tenir un punt de vista modern […] És alguna cosa així com una lluita entre els valors místics i la vida quotidiana: l'alienació dels valors contemporanis enfront de la tradició; la visió que els elegants sofisticats de la Zona Rosa tenen de la vida quan la descobreixen plena de bojos, éssers deformis i grans misèries.

## Recepció
Sobre la pel·lícula, l'escriptor Jorge Ibargüengoitia va opinar en el periòdic Excélsior:
[...]Las puertas del paraíso és una pel·lícula difícil de classificar. Té elements de molts gèneres i això es deu al fet que un dels productors l'hagi definit com un thriller, que un crític hagi dit que es tracta d'un estudi de la societat moderna i que hi hagi qui afirmi que es tracta d'una pel·lícula d'amor. És tot junt. [...]
Té elements que em semblen troballes, que van sortir molt bé. Dos gangsters mexicans, per exemple, horribles, amb vestits de funcionari i barrets d'ala curta, en un carrazo, molt més sinistres que qualsevol mafiós. O bé, la maca "decent" que arriba al motel, en el Mustang; al seu costat va el grenyut, flac, entre atractiu i sinistre, tirànic gairebé sempre. L'obliga a baixar-se i contractar l'habitació i ella obeeix, portant a coll tots els seus complexos de classe.[...]
Lloguen dues habitacions... en diferent pis. La maca espera a l'amant en el llit. Aquest no arriba. Ella s'aixeca, baixa l'escala, i en arribar a l'habitació de l'altre costat, descobreix que hi ha música, que el flac està ballant... només, i que, recolzat en el llit, arrobado amb la demostració, està ni més ni menys que Jorge Mistral.
Ningú em digui que això no és divertit.

## Premis
XIV edició dels Premis Ariel
- Premi a la millor pel·lícula
- Premi per música de fons

Diosa de plata (1972)
- Premi a la millor pel·lícula